# Notholaena ochracea
Notholaena ochracea är en kantbräkenväxtart som först beskrevs av William Jackson Hooker, och fick sitt nu gällande namn av George Yatskievych, Arbeláez. Notholaena ochracea ingår i släktet Notholaena och familjen Pteridaceae. Inga underarter finns listade.